# Budj Bim
Le Budj Bim (« Tête haute » dans la langue des Gunditjmaras), également connu sous le nom de mont Eccles, est un volcan endormi près de Macarthur (en), dans le sud-ouest de l'État de Victoria, en Australie. Le sommet s'élève à 178 mètres d'altitude et abrite le lac Surprise.
De vastes zones proches de la montagne sont classées : elle est par exemple située dans le parc national de Budj Bim (en) et, via le patrimoine mondial de l'Unesco, sous le nom de « paysage culturel Budj Bim ».